# Plan médiateur
Dans l'espace euclidien à trois dimensions, le plan médiateur d'un segment est constitué des points équidistants des extrémités de ce segment. Il s'agit du plan passant par le milieu du segment et orthogonal à ce segment.